# Onán Barreiros
Pour les articles homonymes, voir Barreiros.
Onán Barreiros, né le 3 novembre 1981 à Las Palmas de Gran Canaria, est un skipper espagnol. 

## Biographie
Il participe à deux reprises à la compétition de voile aux Jeux olympiques dans la discipline du 470. Avec son coéquipier Aarón Sarmiento, ils se classent 5e en 2008 à Pékin puis 11e en 2012 à Londres.

## Palmarès
| Compétition           | 2005 | 2006 | 2007 | 2008 | 2009 | 2010 | 2011 | 2012 | 2013 | 2014 | 2015 | 2016 | 2017 | 2018 | 2019 |
| --------------------- | ---- | ---- | ---- | ---- | ---- | ---- | ---- | ---- | ---- | ---- | ---- | ---- | ---- | ---- | ---- |
| Championnats du monde | 37e  | 22e  | 9e   | 7e   | 8e   | 17e  | 9e   | 7e   | 11e  | 21e  | 7e   | 10e  | -    | 54e  |      |
| Championnats d'Europe | -    | 55e  | 13e  | -    | 22e  | 7e   | 7e   | -    | -    | 10e  | 20e  | 13e  | -    | -    |      |